# Biomarcadores toxicológicos

## Concepto de Biomarcador

### Biomarcador o marcador biológico
Es aquella sustancia utilizada como indicador de un estado biológico. La medida de los niveles molecular, bioquímico o celular de los biomarcadores, tanto en poblaciones naturales provenientes de hábitats contaminados, como en organismos expuestos experimentalmente a contaminantes, indican que el organismo ha estado expuesto a sustancias tóxicas y la magnitud de la respuesta del organismo al contaminante.
Por tanto un biomarcador debe poder medirse objetivamente y ser evaluado como un indicador de un proceso biológico normal, estado patogénico o de respuesta a un tratamiento farmacológico.

### Biomarcador toxicológico
Desde el punto de vista toxicológico, un biomarcador se puede definir, como la presencia de un xenobiótico en un fluido o tejido biológico y/o las alteraciones inducidas por el mismo sobre los componentes celulares o bioquímicos o sobre procesos, estructuras o funciones en un organismo vivo, que son cuantificables en un sistema biológico o muestra.

## Características e importancia de los Biomarcadores
Una importante ventaja que supone el uso de biomarcadores es que considera las variaciones interindividuales (diferencias en la absorción, biodisponibilidad, excreción o en los mecanismos reparadores del ADN) e incluso, intraindividuales como consecuencia de una alteración fisiopatológica concreta en un período de tiempo determinado.Por otro lado, un inconveniente importante radica en que no pueden aplicarse a sustancias que ejercen sus efectos tóxicos de forma instantánea, o sustancias que tienen una tasa de absorción muy pequeña.
Un biomarcador ideal debería permitir una sencilla recolección de la muestra y fácil análisis. Debería ser específico para un tóxico, reflejar únicamente un cambio subclínico y reversible, permitir adoptar medidas preventivas y debe ser éticamente aceptable. La mayoría de los biomarcadores no cumplen todos los requisitos mencionados.
Resulta relevante destacar el importante papel que juegan los biomarcadores para facilitar actividades de diagnóstico, tratamiento, prevención, evaluación de la progresión de la enfermedad y respuestas a la terapia, así como su aplicación en la evaluación experimental toxicológica para el desarrollo de medicamentos o pesticidas. Además de su contribución en el desarrollo de diferentes campos de estudio como la toxicología, salud ocupacional y la carcinogénesis.

## Clasificación de los biomarcadores
Los biomarcadores pueden clasificarse atendiendo a tres categorías, pero pueden, en ocasiones, pertenecer a más de una.

### 1.Biomarcadorde exposición
Evalúa en un organismo la presencia de una sustancia exógena, un metabolito o el producto de la interacción entre el agente xenobiótico y una molécula o célula diana. 
.
Se pueden distinguir a su vez dos subgrupos: selectivos y no selectivos, basándose en la especificidad de las pruebas de detección. Los biomarcadores selectivos
se basan en la medida directa del tóxico o sus metabolitos en fluidos o tejidos biológicos y los no selectivos constituyen un grupo de indicadores inespecíficos de exposición.

### 2.Biomarcadoresde susceptibilidad
Es un indicador de la sensibilidad individual, de la capacidad heredada genéticamente o adquirida de un organismo para responder a la exposición a una sustancia xenobiótica. 

### 3.Biomarcadorde efecto o respuesta
Evalúa la alteración bioquímica, fisiológica o de comportamiento producida en el organismo resultado de la exposición a xenobióticos y que puede ser asociada con una enfermedad. Incluyen modificaciones en la composición celular sanguínea, alteraciones en actividades enzimáticas, aparición de aductos del ADN, incrementos localizados de ARN-m, aumento de determinadas proteínas, e incluso aparición de anticuerpos específicos contra un xenobiótico o frente a fracciones celulares.

## Biomarcadores en el campo de la toxicología
En las siguientes tablas se exponen algunos de los biomarcadores más relevantes en el campo de la toxicología, y el contexto en el que son usados.
| Biomarcador toxicológico.                             | Muestra Biológica | Manifestaciones clínicas / Sugerencia diagnóstica |
| ----------------------------------------------------- | ----------------- | ------------------------------------------------- |
| CK-MB (Creatina Quinasa - MB)                         | Sangre            | Necrosis cardiaca                                 |
| Pro-BNP (Pro-hormona del Péptido Natriurético tipo B) | Sangre            | Necrosis cardiaca                                 |
| Troponina                                             | Sangre            | Necrosis cardiaca                                 |

| Biomarcador toxicológico.                                                            | Muestra Biológica             | Manifestaciones clínicas / Sugerencia diagnóstica | Posible tóxico            |
| ------------------------------------------------------------------------------------ | ----------------------------- | ------------------------------------------------- | ------------------------- |
| Actividad eritrocitaria del enzima ácido delta-amino levulínico deshidratasa (ALA-D) | Sangre                        | Alteraciones en la síntesis de hemoglobina        | Plomo                     |
| Porfirinas                                                                           | Hígado, sangre, orina o heces | Alteraciones en la síntesis de hemoglobina        | Compuestos organoclorados |

| Biomarcador toxicológico. | Muestra Biológica | Manifestaciones clínicas / Sugerencia diagnóstica |
| ------------------------- | ----------------- | ------------------------------------------------- |
| Transaminasas             | Sangre            | Necrosis hepática                                 |

| Biomarcador toxicológico.                                 | Muestra Biológica | Manifestaciones clínicas / Sugerencia diagnóstica | Posible tóxico                                                                    |
| --------------------------------------------------------- | ----------------- | ------------------------------------------------- | --------------------------------------------------------------------------------- |
| Actividad de Catalasa                                     | Sangre            | Estrés oxidativo                                  |                                                                                   |
| Actividad Glutatión reductasa                             | Sangre            | Estrés oxidativo                                  |                                                                                   |
| Actividad peroxidasa                                      | Sangre            | Estrés oxidativo                                  |                                                                                   |
| Actividad superóxidodismutasa                             | Sangre            | Estrés oxidativo                                  |                                                                                   |
| Glutatión                                                 | Sangre            | Estrés oxidativo                                  |                                                                                   |
| Razón Glutatión oxidado (GSSG) / Glutatión reducido (GSH) | Sangre            | Estrés oxidativo                                  | Hidrocarburos aromáticos y halogenados, metales pesados, herbicidas y disolventes |

| Biomarcador toxicológico.                                    | Muestra Biológica | Manifestaciones clínicas / Sugerencia diagnóstica             | Posible tóxico                          |
| ------------------------------------------------------------ | ----------------- | ------------------------------------------------------------- | --------------------------------------- |
| Actividad de acetilcolinesterasa (AChE)                      | Sangre total      | Neurotoxicidad                                                | Pesticidasorganofosforados y carbámicos |
| Aductos de hemoglobina                                       | Sangre            | Neurotoxicidad                                                | Acrilamida, óxido de etileno y otros    |
| Carboxihemoglobina                                           | Sangre            | Encefalopatía, parkinsonismo, aterosclerosis y vasculopatías. | Monóxido de carbono (CO)                |
| Metahemoglobina                                              | Sangre            | Neurotoxicidad                                                | Cianuros y nitrilos                     |
| Esterasa neurotóxica o esterasa diana de la neuropatía (NTE) | Sangre total      | Polineuropatía retardada                                      | Compuestos organofosforados             |

| Biomarcador toxicológico.                               | Muestra Biológica | Manifestaciones clínicas / Sugerencia diagnóstica |
| ------------------------------------------------------- | ----------------- | ------------------------------------------------- |
| Alaninaaminopeptidasa                                   | Orina             | Nefropatía del túbulo proximal                    |
| Albúmina                                                | Orina Sangre      | Nefropatía glomerular Desnutrición                |
| BUN (Nitrógeno uréico en Sangre)                        | Sangre            | Necrosis renal                                    |
| Creatinina                                              | Sangre            | Necrosis renal                                    |
| Enzima lisosomalβ-N-acetil-D-glucosaminidasa (NAG)      | Orina             | Nefropatía el túbulo proximal                     |
| FA (Fosfatasa alcalina)                                 | Orina Sangre      | Nefropatía tubular Lesión hepática                |
| Fibronectina                                            | Sangre            | Nefropatía glomerular                             |
| GGT (Gamma glutamiltransferasa)                         | Orina Sangre      | Nefropatía tubular Lesión hepática                |
| Glicoproteina de Tamm-Horsfall                          | Orina             | Nefropatía del asa de Henle                       |
| LDH (Lactato Deshidrogenasa)                            | Orina Sangre      | Nefropatía tubular Lesión hepática                |
| NAG (n-acetilglucosamidasa)                             | Orina             | Nefropatía tubular                                |
| Proteína de unión al retinol (RBP) o β2- microglobulina | Orina             | Nefropatía del túbulo proximal                    |
| Proteínas                                               | Orina             | Nefropatía tubular                                |

| Biomarcador toxicológico. | Muestra Biológica | Manifestaciones clínicas / Sugerencia diagnóstica | Posible tóxico |
| ------------------------- | ----------------- | ------------------------------------------------- | -------------- |
| Celuloplasmina            | Sangre            | Agresión celular y molecular distintos niveles    | Cobre          |
| Metalotioneinas           | Sangre            | Agresión celular y molecular distintos niveles    | Cadmio, Zinc.  |